# Tiengemeten
Tiengemeten es una isla en la provincia de Holanda del Sur en los Países Bajos. Es una parte del municipio de Korendijk, y se encuentra a unos 11 km al sur de Spijkenisse.
El área estadística "Tiengemeten", que también puede incluir áreas circundantes, tiene una población de alrededor de 10 personas.
El 10 de mayo de 2007, la isla fue declarada como protegida por su la naturaleza y sus habitantes agricultores fueron reubicados para no perjudicar al ambiente.